# Gland, Vaud
Gland är en stad och  kommun i distriktet Nyon i kantonen Vaud, Schweiz. Kommunen har 14 018 invånare (2023).